# (31839) Depinto
2000 CW50 (asteroide 31839) é um asteroide da cintura principal. Possui uma excentricidade de 0.12451220 e uma inclinação de 1.63350º.
Este asteroide foi descoberto no dia 2 de fevereiro de 2000 por LINEAR em Socorro.